# 施密特火山
54°55′N 160°38′E / 54.92°N 160.63°E
施密特火山（俄语：Вулкан Шмидта），是俄羅斯的火山，位於該國東部堪察加半島東南部，處於加姆琴火山和克羅諾基火山附近，海拔高度2,020米，山體由玄武岩組成。